# Sandra Cervera
Sandra Cervera Peris (Valencia, España, 19 de junio de 1985) es una actriz, presentadora y cantante española conocida por su papel en la telenovela, El secreto de Puente Viejo, donde dio vida a Emilia Ulloa durante nueve años.

## Biografía
Sus inicios fueron en Canal Nou con series como Maniàtics, Socarrats, Check-In Hotel, todas ellas sitcoms con capítulos de scketches. En 2009 fue elegida para participar en 40, El Musical.
En 2011 ficha por la nueva serie diaria El secreto de Puente Viejo de Antena 3, interpretando a Emilia Ulloa. Ese mismo año también participa en un capítulo de Hospital Central.
El 22 de septiembre de 2012 presentó, junto a Boro Peiró, el acto de Selección de la Corte de Honor de las fallas 2013.
En 2018 abandona El secreto de Puente Viejo tras 1848 capítulos y la marcha de su personaje a Francia. Unos meses más tarde aparece en un capítulo de Paquita Salas interpretándose a sí misma mientras hace su trabajo en el set de El secreto de Puente Viejo. También ficha por Family Duo el nuevo talent show de À Punt siendo uno de los cuatro miembros del jurado junto con Sergio Alcover, Mari Giner y Carlos Marco.
En 2019 regresa de nuevo a El secreto de Puente Viejo por unos pocos capítulos y volverá a hacerlo en 2020 para los últimos treinta capítulos de la serie. Se incorpora también a la segunda temporada de Açò és un destarifo programa de scketches de À Punt. En verano de ese mismo año ficha por la serie Diumenge Paella, también del canal valenciano, que se estrenó en enero de 2020 y cuenta con una primera temporada de 13 capítulos.
En 2024 forma parte del reparto de la serie Eva & Nicole interpretando la versión joven del personaje de Belinda Washington.

## Filmografía

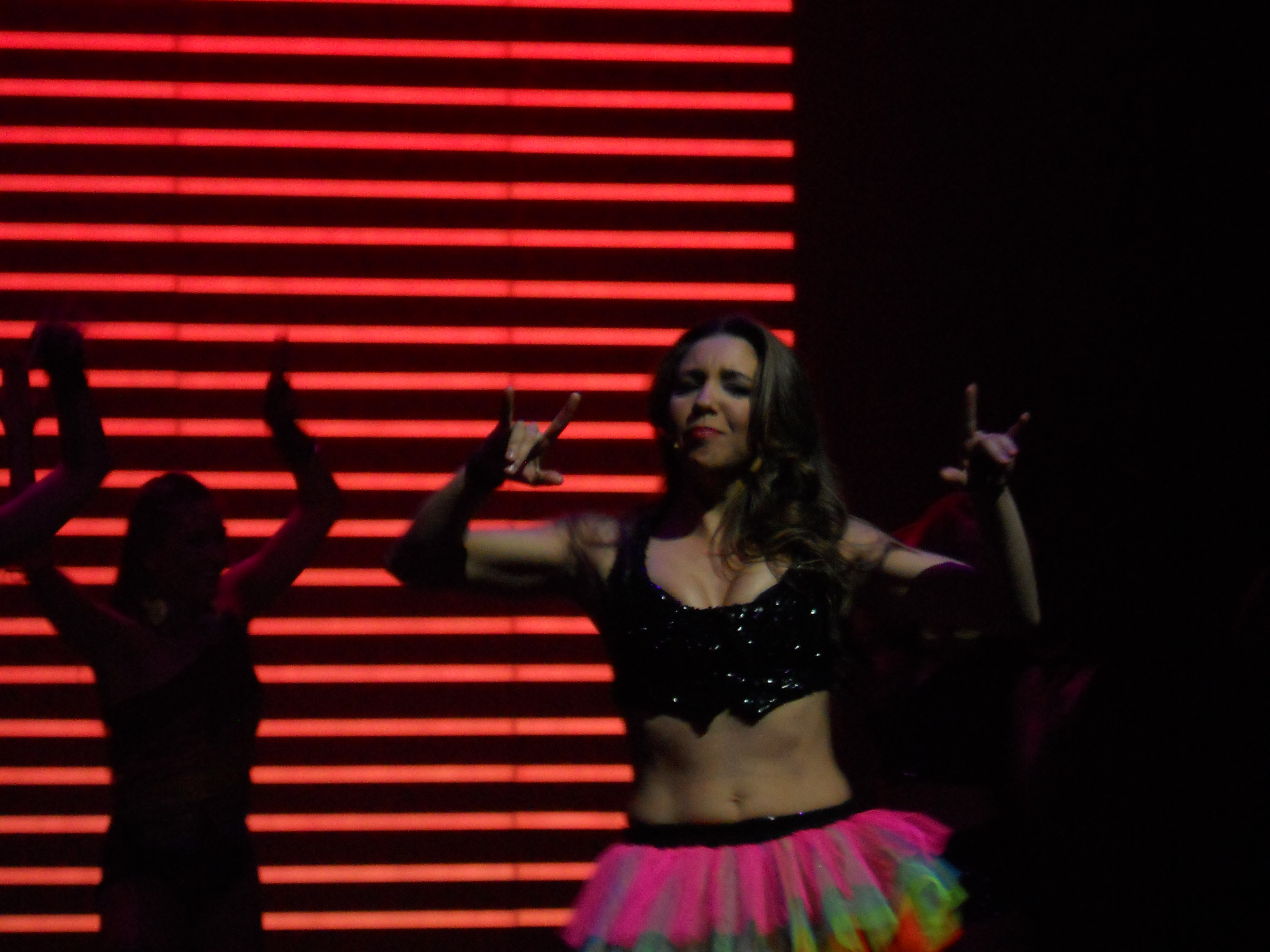
Sandra Cervera en 40, el musical

### Cortometrajes
| Año  | Título      | Rol   |
| ---- | ----------- | ----- |
| 2005 | Al revés    |       |
| 2005 | Theatron    |       |
| 2008 | Comeparedes |       |
| 2011 | Soliloquio  |       |
| 2011 | Delirium TV |       |
| 2012 | La Cruz     |       |
| 2017 | Distintos   | Laura |

### Televisión
| Año       | Título                     | Cadena                 | Papel                            | Notas          |
| --------- | -------------------------- | ---------------------- | -------------------------------- | -------------- |
| 2006      | Cartas a Sorolla           | Canal Nou              | Isabel Bastida                   | TV-Movie       |
| 2007-2008 | Maniàtics                  | Canal Nou              | Vanessa                          | 52 episodios   |
| 2008      | Socarrats                  | Canal Nou              | Patri                            | 122 episodios  |
| 2009      | Desátate                   | Canal Nou              | Pat                              | TV-Movie       |
| 2009      | Check-In Hotel             | Canal Nou              | Recepcionista Xesca / Monitora   | 56 episodios   |
| 2010      | Unió Musical Da Capo       | Canal Nou              | Empar                            | 1 episodio     |
| 2011      | Hospital Central           | Telecinco              | Mara                             | 1 episodio     |
| 2011-2020 | El secreto de Puente Viejo | Antena 3               | Emilia Ulloa Balboa de Castañeda | 1888 episodios |
| 2018      | Paquita Salas              | Netflix                | Ella misma                       | 1 episodio     |
| 2020      | Diumenge, paella           | À Punt                 | Sara Costa Miralles              | 13 episodios   |
| 2022      | Des-conocidas              | Canal Sur / À Punt     | Marina Soler Jarque              | 13 episodios   |
| 2022      | La última                  | Disney+                | Marta Andújar                    | 5 episodios    |
| 2024      | Eva & Nicole               | Atresplayer / Antena 3 | Renata Sorni (joven)             | 3 episodios    |

### Programas de televisión
| Año       | Programa            | Cadena | Notas        | Programas    |
| --------- | ------------------- | ------ | ------------ | ------------ |
| 2018-2019 | Family Duo          | À Punt | Jurado       | 27 programas |
| 2018-2019 | Assumptes interns   | À Punt | Invitada     | 2 programas  |
| 2019      | Açò és un destarifo | À Punt | Actriz       | 26 programas |
| 2019      | Àrtic               | TV3    | Invitada     | 1 programa   |
| 2021      | The Dancer          | La 1   | Presentadora | 10 programas |

### Series Web
| Año  | Título                 | Cadena  | Papel      | Notas      |
| ---- | ---------------------- | ------- | ---------- | ---------- |
| 2009 | Los hermanos caníbales |         |            |            |
| 2009 | Camera Condon          |         |            |            |
| 2009 | Jeriatric Park         |         |            |            |
| 2016 | Temporada baja         | Flooxer | María José | 1 episodio |

## Teatro
| Año       | Título                                 | Papel  |
| --------- | -------------------------------------- | ------ |
| 2006      | Parpadeos                              |        |
| 2006      | Cachorros                              |        |
| 2009      | Confesiones de 7 mujeres pecando solas |        |
| 2009-2012 | 40, El Musical                         | Alex   |
| 2019      | Flashdance, El Musical                 | Gloria |

## Otros trabajos
| Año                  | Título |
| -------------------- | --- |
| 2007                 | Spot 1: Llegir en valencià                                                                                 |
| 2008                 | Actuación con Manolo Chinato. Canción: Abrazado a la tristeza                                              |
| 2011                 | Videoclip: Un día especial y Torre de Control                                                              |
| 2011                 | Anuncio promoción turística de Montesa                                                                     |
| 2011                 | Canción Un habitante más de Puente Viejo, con Selu Nieto                                                   |
| 2012                 | Videoclip: Tú, de Shuarma                                                                                  |
| 2012                 | Presentadora en el acto de Selección de la Corte de Honor de las fallas 2013                               |
| 2012-2013, 2015-2018 | Anuncios durante El secreto de Puente Viejo, Orange (Compañía Telefónica), Lo Mónaco (colchones) y Dentix. |
| 2013                 | Movieclip: On fire                                                                                         |

## Premios y nominaciones
| Año  | Categoría         | Evento                                     | Resultado |
| ---- | ----------------- | ------------------------------------------ | --------- |
| 2010 | Actriz Revelación | Premios Teatro Musical                     | Nominada  |
| 2010 | Actriz de reparto | Premios Teatro Musical                     | Nominada  |
| 2013 | Mejor actriz      | Certamen Nacional de Orcasitas CENCOR 2013 | Ganadora  |

## Videos de los trabajos de Sandra
- Corto: Al revés
- Theatron
- Llegir en Valencià
- Maniàtics
- Actuación. Abrazando la tristeza
- Comeparedes 1
- Comeparedes 2
- Socarrats
- Check-In Hotel
- Los hermanos Caníbales
- Sandra Cervera en Desátate
- Confesiones de Siete Mujeres Pecando Solas
- Jeriatric Park
- Camera Condon (1)
- Camera Condon (2)
- Camera Condon (3)
- Camera Condon (4)
- Camera Condon (5)
- Camera Condon (6)
- Camera Condon (7)
- Camera Condon (8)
- Camera Condon (9)
- Camera Condon (10)
- Camera Condon (11)
- Camera Condon (12)
- Camera Condon (13)
- 40, El musical (1)
- 40, El musical (2)
- 40, El musical (3)
- Ensayos de 40, El Musical
- Centenario de la Gran Via. 40, El Musical
- Unió Musical Da Capo
- Aparición en Hospital Central
- Video promocional de Delirium TV
- Montesa
- Un día especial- Torre de Control
- Tú- Shuarma
- Tráiler de la Cruz
- Presentación de la Gala de elección de "les Corts d'Honor"
- Tráiler ON FIRE